# Born Bad Records
Born Bad Records est un label de rock indépendant français. Il a été fondé en 2006 par Jean-Baptiste Guillot surnommé JB Wizz,. Le nom du label provient d'un disquaire situé dans le 11e arrondissement de Paris fondé en 1999,. Le label publie des groupes de rock français contemporains d'une part, œuvrant principalement dans le garage ou le post-punk, tels que Frustration ou The Feeling of Love et des rééditions d'albums et de compilations de groupes ou artistes difficilement trouvables d'autre part. Ainsi, par exemple, le label publie  en 2012 pour la première fois la bande originale du film Le mariage collectif composée par Jean-Pierre Mirouze à la suite de sa redécouverte dans une décharge de la région parisienne. Le label reçoit en 2017 le "Prix du petit label" et le "Prix de l'album audacieux" lors de la cérémonie des Prix des Indés .

## Catalogue
- 2006 : Frustration -  Full Of Sorrow
- 2006 : Compilation - BIPPP : French Synth-Wave 1979/85
- 2007 : Magnetix - Magnetix
- 2007 : A Frames (en) - A Frames
- 2007 : Les blousons noirs  - Les blousons noirs 1961-1962
- 2008 : Tu seras terriblement gentille - I Need A Kiss
- 2008 : Frustration - Relax
- 2008 : Compilation - IVG Vol.1 : Futur antérieur, France 75/85
- 2008 : Cheveu - Cheveu
- 2008 : Compilation - Born Bad Records Presents
- 2008 : Compilation - Des jeunes gens mödernes
- 2008 : Compilation - Wizzz! Volume 2
- 2008 : The Cavaliers - The Cavaliers
- 2009 : Magnetix - Positively Negative
- 2009 : Intelligence - Crepuscule With Pacman
- 2009 : Compilation - Dirty French Psychedelics: Selected By Dirty Sound System
- 2009 : Cheveu - Like A Deer In The Headlights
- 2009 : Jack Of Heart - Jack Of Heart
- 2009 : Compilation - Rock Rock Rock : French Rock 'N' Roll 1956-1959
- 2009 : Compilation - La galerie parisienne
- 2010 : Stephan Eicher - Spielt Noise Boys
- 2010 : Compilation - Échec scolaire
- 2010 : Yussuf Jerusalem - A Heart Full Of Sorrow
- 2010 : Hunx And His Punx - Gay Singles
- 2010 : La Chatte - Cosmique Cosmétique
- 2010 : Compilation - Mauvaise graine
- 2010 : Frustration - Midlife Crisis
- 2011 : Les Olivensteins - Les Olivensteins
- 2011 : Cheveu - Mille
- 2011 : The Feeling of Love - Dissolve Me
- 2011 : Compilation - Bloody Belgium
- 2011 : Magnetix - Drogue électrique
- 2011 : Compilation - Wizzz: Psychorama Français 66-71
- 2011 : Gaz Gaz - Faster
- 2011 : Francis Bebey - African Electronic Music 1975-1982
- 2011 : Jack Of Heart - In Yer Mouth
- 2012 : Habibi - Habibi
- 2012 : Violence conjugale - Violence conjugale
- 2012 : Crash Normal - Your Body Got A Land
- 2012 : Jean-Pierre Mirouze - OST Le mariage collectif
- 2012 : Wall Of Death - Main Obsession
- 2013 : Frustration - Uncivilized
- 2013 : Alex Rossi - L'Utlima Canzone
- 2013 : Catholic Spray - Earth Slim
- 2013 : Clothilde - Queen of The French Swinging Mademoiselle 1967
- 2013 : The Feeling of Love - Reward Your Grace
- 2013 : La Femme - Psycho Tropical Berlin
- 2013 : Rob Jo Star Band - Rob Jo Star Band
- 2013 : François de Roubaix - Cristaux liquides
- 2013 : Francis Bebey - Remixed
- 2014 : Francis Bebey -  Psychedelic Sanza 1982-1984
- 2015 : Jean-Pierre Decerf - Space Oddities
- 2015 : Marietta - Basement Dreams Are The Bedroom Cream
- 2015 : Guerre froide - S/T
- 2015 : Compilation - Wizzz! Volume 3
- 2015 : Compilation - France Chébran - French Boogie, 1980-1985
- 2016 : Lonely Walk - Teen
- 2016 : Forever Pavot - Le Bon coin Forever
- 2016 : Puberty - Puberty
- 2016 : Usé - Chien d'la Casse
- 2016 : Pierre Vassiliu - OST ILS
- 2016 : Forever Pavot, Dorian Pimpernel & Julien Gasc - Moonshine EP
- 2016 : Studio Ganaro feat Eddie Warner, Roger Roger & Nino Nardini - Space Oddities
- 2016 : Puberty - S/T
- 2016 : El Blaszczyk rock band himself - The quirky lost tapes 1993-95
- 2016 : La Femme - Mystère
- 2016 : Wall of Death - OST rester vertical de Alain Guiraudie
- 2016 : Frustration - Empires of Shame
- 2016 : Julien Gasc - Kiss me you fool
- 2016 : François Virot - Marginal Spots
- 2016 : Le Villejuif Underground - EP
- 2016 : Group Doueh & Cheveu - Dakhla Sahara Session
- 2017 : Cannibale - No Mercy For Love
- 2017 : Orval Carlos Sibelius - Ordre et progrès
- 2017 : Compilation - Bingo Frenchoufle punk exploitation 1978-1981
- 2017 : Disque La Rayé - 60's French West Indies boo-boo-galoo
- 2017 : Marietta - La passagère
- 2017 : Forever Pavot - La pantoufle
- 2018 : Vox Low - S/T
- 2018 : Pierre Vassiliu - Face B - 1965/1981
- 2018 : J.C Satàn - Centaur Desire
- 2018 : Space Oddities - Bernard Estardy
- 2018 : Pierre Sandwidi (en) - Le troubadour de la savane, 1976-1983
- 2018 : Compilation - France Chébran - French Boogie, 1982-1989, volume 2
- 2018 : Usé - Selflic
- 2018 : Cyril Cyril - Certaines Ruines
- 2018 : Compilation Antilles Méchant Bateau - Deep biguines & gwo ka from 60's French West Indies
- 2018 : Cannibale - Not Easy To Cook
- 2019 : Bryan's Magic Tears - 4 AM
- 2019 : Le Villejuif Underground - When will the flies in Deauville drop ?
- 2019 : Wild Classical Musical Ensemble - Tout va bien se passer (Het komt allemaal wel goed)
- 2019 : Chevance - Outre-musique pour enfants - 1974-1985
- 2019 : Mohamed Mazouni - Un dandy en exil - Algérie-France 1969-1983
- 2019 : Compilation - Voulez-vous Chacha ? French Chacha 1960-1964
- 2019 : Frustration - So cold streams
- 2019 : Pleasure Principle - S/T
- 2019 : Pierre Vassiliu - En voyage
- 2020 : Julien Gasc - L'appel de la forêt
- 2020 : Vox Low - Relectures
- 2020 : Compilation - Moris Zekler
- 2020 : Marietta - Prazepam St
- 2020 : Le Villejuif Underground - Les Huîtres à Cancale
- 2020 : Compilation - Tchic tchic - French Bossa Nova - 1963-1974
- 2020 : Cannibale - Petit Orang-outan
- 2020 : Compilation - Cha Cha au Harem - Orientica - France 1960-1964
- 2020 : Cyril Cyril - Yallah Mickey Mouse
- 2020 : Bruno Leys - Maintenant je suis un voyou
- 2020 : Star Feminine Band - Femme Africaine
- 2021 : Music on hold - 30 minutes of
- 2021 : Compilation - Dynam'hit - Europop version française 1990/1995
- 2021 : Compilation - Wizzz! Volume 4
- 2021 : La Femme - Paradigmes
- 2021 : Henri Salvador - Homme studio
- 2021 : Sauveur Mallia - Space oddities 1976-1984
- 2021 : Arthur Satan - So far so good
- 2021 : La Femme - Runway
- 2021 : Dominique André - Evasion
- 2021 : Frustration- oddities
- 2021 : Bryan's Magic Tears - Vacuum sealed
- 2021 : Cannibale - Life is dead
- 2021 : Ruth - Polaroïd / Roman-photo
- 2022 : Zombie Zombie - Vae Vobis
- 2022 : Les Calamités - Encore! 1983-1987
- 2022 : Evariste - Il ne pense qu'à ça - 1967-1970
- 2022 : Star Feminine Band - In Paris
- 2022 : La Femme - Teatro Lucido
- 2022 : Usé - Couleur Brique
- 2022 : Nathan Roche - A break away
- 2022 : Bracco - Dromonia
- 2023 : Forever Pavot - L'idiophone
- 2024 : Gwendoline - C'est à moi ça